# Toorak
Toorak est un quartier de la ville de Melbourne, en Australie.
Son nom provient de Toorak House (en), maison d'un commerçant construite en 1849.
L'industriel, mécène et collectionneur Edmund Gabriel Davis y est né en 1861.